# Fort Washington (Maryland)
Fort Washington – jednostka osadnicza w Stanach Zjednoczonych, w stanie Maryland, w hrabstwie Prince George’s.